# Avimaia
Avimaia es un género extinto de avialano perteneciente al clado Enantiornithes que vivió hace unos 115 millones de años en el noroeste de China. La única especie conocida es A. schweitzerae. El fósil holotipo del ave se encontró en la Formación Xiagou y se considera el primer ave fósil descubierta con un huevo sin poner. Se encontraron anomalías en el huevo, incluyendo la unión del huevo en la que este se atasca dentro del cuerpo del ave causando la muerte, lo que sugiere que el huevo preservado pudo haber causado la muerte de esta ave. La unión del huevo es una condición grave y letal que es bastante común en aves pequeñas sometidas a estrés.
Según la paleontóloga Jasmina Wiemann de la Universidad de Yale, “Este es un fósil espectacular con mucho potencial para futuras investigaciones paleobiológicas ”. Además, “Este nuevo espécimen es posiblemente uno de los fósiles de aves del Cretácico más interesantes descubiertos hasta ahora, y proporciona más información reproductiva que cualquier otro fósil de ave del Mesozoico”, según un investigador de paleontología de la Academia China de Ciencias.